# Lista orașelor din Coreea de Nord

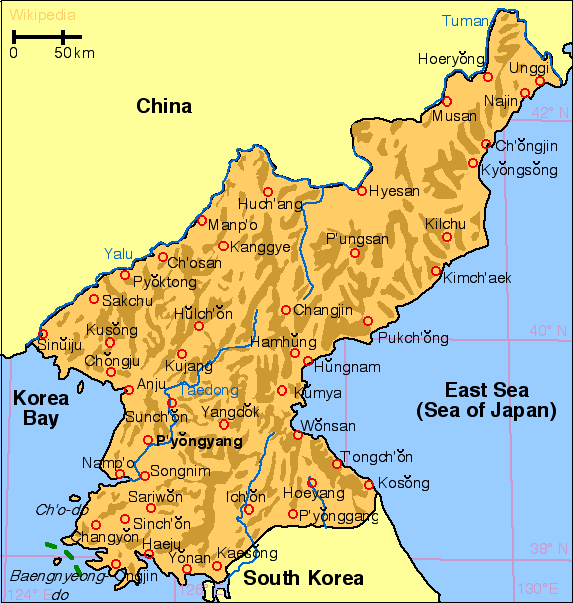
Harta Coreei de Nord

Aceasta este o listă a orașelor din Coreea de Nord: 

## Orașe care se autoguvernează cu statut de provincii
| Romanizare                        | Hangul     | Hanja      | Anul diviziunii | Provincie de la care s-a divizat |
| --------------------------------- | ---------- | ---------- | --------------- | -------------------------------- |
| Pyongyang oraș reglementat direct | 평양직할시 | 平壤直轄市 | 1946            | Pyongyang de Sud                 |
| Rasŏn oraș reglementat direct     | 라선직할시 | 羅先直轄市 | 1993-2004, 2010 | Hamgyŏng de Sud                  |

## Orașe provinciale

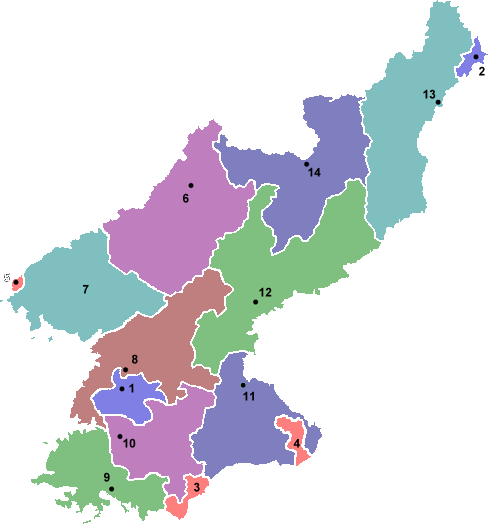

| Provincia Pyongan de Sud - Namp'o Orașul Special 남포특급시/南浦特級市 - P'yŏngsŏng (capitală provincială) 평성시/平城市 - Anju 안주시/安州市 - Kaech'ŏn 개천시/价川市 - Sunch'ŏn 순천시/順川市 - Tokch'ŏn 덕천시/德川市 | Provincia Pyongan de Nord - Sinŭiju (capitală provincială) 신의주시/新義州市 - Chŏngju 정주시/定州市 - Kusŏng 구성시/龜城市 | Provincia Hwanghae de Sud - Haeju (capitală provincială) 해주시/海州市 |

| Provincia Hwanghae de Nord - Sariwŏn (capitală provincială) 사리원시/沙里院市 - Kaesong 개성시/開城市 - Songrim 송림시/松林市 | Provincia Kangwŏn - Wonsan (capitală provincială) 원산시/元山市 - Munch'ŏn 문천시/文川市 | Provincia Hamgyŏng de Sud - Hamhung (capitală provincială) 함흥시/咸興市 - Sinp'o 신포시/新浦市 - Tanch'ŏn 단천시/端川市 |

| Provincia Hamgyŏng de Nord - Ch'ŏngjin (capitală provincială) 청진시/清津市 - Kimch'aek 김책시/金策市 - Hoeryŏng 회령시/會寧市 | Provincia Chagang - Kanggye (capitală provincială) 강계시/江界市 - Manp'o 만포시/滿浦市 - Hŭich'ŏn 희천시/熙川市 | Provincia Ryanggang - Hyesan (capitală provincială) 혜산시/惠山市 |

## Cele mai populate orașe din Coreea de Nord
| Locul | Hangul | Hanja* | Oraș       | Populație        | Imagine | Descriere |
| ----- | ------ | ------ | ---------- | ---------------- | ------- | --- |
| 1     | 평양   | 平壤   | P'yŏngyang | 3.255.288 (2008) |         | Situat de-a lungul Râului Taedong, P'yŏngyang este capitala Coreei de Nord și cel mai mare oraș.                            |
| 2     | 함흥   | 咸興   | Hamhung    | 768,551 (2008)   |         | Hamhung este capitala provinciei Hamgyŏng de Sud și al doilea oraș ca mărime din Coreea de Nord.                            |
| 3     | 청진   | 清津   | Chongjin   | 327,000 (2008)   |         | Cel mai aglomerat port din Coreea de Nord și al treilea oraș ca mărime, Chongjin este capitala provinciei Hamgyŏng de Nord. |
| 4     | 남포   | 南浦   | Namp'o     | 366,815 (2008)   |         | Namp'o este un alt port important și este administrat ca un Oraș Special.                                                   |
| 5     | 원산   | 元山   | Wonsan     | 363,127 (2008)   |         | Wŏnsan este un port mare și capitala provinciei Kangwon.                                                                    |
| 6     | 신의주 | 新義州 | Sinŭiju    | 359,341 (2008)   |         | Sinŭiju este capitala provinciei P'yŏngan de Nord și cel mai mare centru de schimb comercial cu China.                      |
| 7     | 단천   | 端川   | Tanchon    | 345,875 (2008)   |         | Tanch'on este cunoscut pentru resursele minerale și pentru industria chimică.                                               |
| 8     | 개천   | 价川   | Kaechon    | 319.554 (2008)   |         | Kaech'ŏn industria dominantă este a prelucrării metalelor și a construcțiilor de mașini.                                    |
| 9     | 개성   | 開城   | Kaesong    | 308,440 (2008)   |         | O fostă capitală a Coreei, Kaesŏng este renumit pentru așezarea sa frumoasă și pentru multe repere istorice.                |
| 10    | 사리원 | 沙里院 | Sariwon    | 307,764 (2008)   |         | Sariwŏn este capitala provinciei Hwanghae de Nord și amplasamentul a mai multe universități.                                |

- Notă: Hanja sau caracterele chinezești nu au mai fost folosite oficial în Coreea de Nord din anii '50.